# Otus mauli
El autillo de Madeira (Otus mauli) es una especie extinta de autillo que alguna vez habitó en la isla de Madeira en el archipiélago de Macaronesia, frente a la costa noroeste de África en el norte del océano Atlántico. 

## Historia
Huesos fósiles de este búho fueron hallados en sitios del Cuaternario en Madeira. Es la primera especie extinta de búho en ser descrita de Macaronesia. Los autores de su descripción sugirieron que la causa más probable de su extinción fue la colonización humana a principios del siglo XV d. C., con la correspondiente destrucción del hábitat y la introducción de especies foráneas. Restos similares, aunque más fragmentarios, fueron hallados en la isla vecina de Porto Santo, los cuales pueden ser de la misma especie o una muy cercanamente emparentada.

## Descripción
Este autillo era parecido en tamaño al autillo europeo, aunque los huesos de sus patas eran más largos. Las estimaciones de su peso corporal y su carga alar sugieren que era principalmente un habitante del suelo.